# Ričet
Ríčet (v nekaterih predelih imenovan po glavni sestavini jéšprenj) je slovenska narodna jed. Je samostojna jed.
Sestavine so: ješprenj, fižol, krompir, zelenjava (korenje, peteršilj, zelena, por, koleraba, paradižnik) ter čebula in česen. V njem mora biti primerna količina suhega svinjskega mesa.
Drži se ga sloves zaporniške hrane. 